# Oelmühle (Solingen)
Die Oelmühle, gelegentlich auch Ölmühle geschrieben, ist eine ehemalige Wassermühle im Süden der bergischen Großstadt Solingen.

## Geographie
Die Oelmühle befindet sich am Ufer des Nacker Baches nördlich von Haasenmühle im Solinger Stadtteil Höhscheid. Die Oelmühle liegt unweit der Leichlinger Straße, ist jedoch von der Haasenmühle aus zu erreichen. Im Süden bildet die Wupper die Stadtgrenze zu Leichlingen, wo sich die zu Leichlingen gehörenden Ortsteile Kradenpuhl und Nesselrath befinden. Nördlich am Nacker Bach befindet sich erst Schirpenbruch und dann Brücke. Westlich liegen Gillich, Holzhof und Eickenberg. Südöstlich liegen Wippe, die Wipperaue und der Wipperkotten, nordöstlich befinden sich Kohlsberg und Höhmannsberg.

## Etymologie
In dem Gebäude befand sich früher eine Ölmühle.

## Geschichte
Die Oelmühle lässt sich bis in das ausgehende 17. Jahrhundert zurückverfolgen. Johann Hollweg erhielt auf seinen Antrag hin 1685 die Genehmigung, die Oelmühle zu errichten.:76f. Im Jahre 1715 ist die Mühle in der Karte Topographia Ducatus Montani, Blatt Amt Solingen, von Erich Philipp Ploennies als Olimühl verzeichnet. Die Topographische Aufnahme der Rheinlande von 1824 verzeichnet die Mühle hingegen nicht. Um 1840 wurde die Mühle in einen Schleifkotten umgewandelt, sie behielt aber ihren Namen bei. Die Preußische Uraufnahme von 1844 verzeichnet die Mühle daher als Schleifkotten.:76f.  In der Topographischen Karte des Regierungsbezirks Düsseldorf von 1871 ist der Ort ebenfalls ohne Namen verzeichnet.
Nach Gründung der Mairien und späteren Bürgermeistereien Anfang des 19. Jahrhunderts gehörte die Oelmühle zur Bürgermeisterei Höhscheid.
Die Gemeinde- und Gutbezirksstatistik der Rheinprovinz führt den Ort 1871 mit zwei Wohnhäusern und zwölf Einwohnern auf. Im Gemeindelexikon für die Provinz Rheinland von 1888 werden für Ölmühle zwei Wohnhäuser mit elf Einwohnern angegeben. 1895 besitzt der Ortsteil zwei Wohnhäuser mit neun Einwohnern und gehörte kirchlich zum evangelischen Kirchspiel Rupelrath, 1905 werden drei Wohnhäuser und neun Einwohner angegeben.
Mit der Städtevereinigung zu Groß-Solingen im Jahre 1929 wurde die Oelmühle ein Ortsteil Solingens. Der Kotten war noch bis mindestens 1933 in Betrieb, wann er stillgelegt wurde, ist nicht bekannt.:76f. Seit dem Jahre 1984 steht das ehemalige Mühlgebäude Oelmühle 1 bis 3 unter Denkmalschutz. Heute wird die Anlage hauptsächlich als Wohnhaus genutzt, außerdem wird dort eine Hundezucht betrieben.